# Pablo de Escandón
José Pablo Eustaquio Manuel Francisco Escandón y Barrón (4. maj 1856 – 31. marts 1926) var en mexicansk polospiller som deltog i OL 1900 i Paris.
Escandón vandt en bronzemedalje i polo under OL 1900 i Paris. Han var med på det mexicanske hold som kom på en tredjeplads i poloturneringen.
Hans brødre Manuel de Escandón og Eustaquio de Escandón var også med på holdet.